# Kjeldsenbruket i Ekkerøy
Kjeldsenbruket i Ekkerøy är en norsk museigård i Ekkerøy i Vadsø kommun i Finnmark fylke, som sköts av Vadsø museum – Ruija kvenmuseum, en avdelning inom Varanger museum.
Kjeldsenbruket ligger i hamnen i Ekkerøy, tolv kilometer öster om Vadsø. Det grundades 1911 av fiskuppköparen K.M. Kjeldsen från Vadsø, som från 1920-talet drev fiskeanläggningen tillsammans med Ove Olsen. Kjeldsen var engagerad till 1935, och senare drevs det också av Ove Olsens son Arne Olsen. Denne hade fiske, tranutvinning och detaljhandel där till 1969. Som mest, under sommarfisket, sysselsattes omkring 40 personer där. 
Anläggningen består av kaj, packhus, tranutvinningsfabrik, bodar och garnkur. En av bodarna inrymde en period en räkprocessningsanläggning. Det finns också en butiksbarack med en bostadsdel. 